# Lobetanos
Los lobetanos fueron un pueblo de época ibérica, constituido por pastores y agricultores, que podrían haberse fusionado con los turboletas.
Aparecen citados únicamente por Ptolomeo. La mayor parte de los autores los sitúan en la sierra de Albarracín. Eran vecinos de los edetanos (ubicados al este), bastetanos (al sur) y celtíberos (al norte). Su capital, Lobetum, se ha identificado con la misma Albarracín, aunque no existen por el momento argumentos arqueológicos válidos para demostrarlo. Respecto a su origen, Pedro Bosch opina que podría tratarse de la supervivencia de un grupo de celtas de la cultura de Hallstatt arcaica y Taracena los entronca con los bebrices o beribraces.